# AT&T Champions Classic
La AT&T Champions Classic es un torneo de golf en el Champions Tour. Se juega anualmente en marzo en Valencia, California en el Valencia Country Club. AT&T es el principal patrocinador del torneo. 
La bolsa para el torneo de 2008 fue de US$1,600,000 dólares, con 240.000 dólares a la ganadora. El torneo fue fundado en 1990 como el Security Pacific Senior Classic.

## Ganadores
AT&T Champions Classic
- 2009 Dan Forsman
- 2008 Denis Watson
- 2007 Tom Purtzer

AT&T Classic
- 2006 Tom Kite

SBC Classic
- 2005 Des Smyth
- 2004 Gil Morgan
- 2003 Tom Purtzer

SBC Senior Classic
- 2002 Tom Kite
- 2001 Jim Colbert
- 2000 Joe Inman

Pacific Bell Senior Classic
- 1999 Joe Inman
- 1998 Joe Inman

Ralphs Senior Classic
- 1997 Gil Morgan
- 1996 Gil Morgan
- 1995 John Bland
- 1994 Jack Kiefer
- 1993 Dale Douglass
- 1992 Raymond Floyd

Security Pacific Senior Classic
- 1991 John Brodie
- 1990 Mike Hill